# Vore (singolo)
Vore è un singolo del gruppo musicale britannico Sleep Token, pubblicato il 16 febbraio 2023 come quinto estratto dal terzo album in studio Take Me Back to Eden.

## Descrizione
Si tratta di uno dei brani più aggressivi dell'album, caratterizzato da un esteso uso della doppia cassa e da un cantato in screaming di Vessel 1, oltre a riff di chitarra tipicamente djent e influenzati dalla musica dei Deftones. La sezione centrale presenta invece elementi pop progressivo e un cantato più melodico.

## Tracce
Testi e musiche di Leo George Faulkner e Adam Paul Pedder.
1. Vore – 5:39

## Formazione
Hanno partecipato alle registrazioni, secondo quanto riportato dall'etichetta:
Gruppo
- Vessel 1 – voce, chitarra, basso, tastiera, sintetizzatore
- Vessel 2 – batteria

Produzione
- Carl Brown – produzione, registrazione
- Vessel 1 – produzione